# Брок-Мадсен, Николай
Николай Брок-Мадсен (дат. Nicolai Brock-Madsen; родился 15 июня 1994 года в Копенгагене, Дания) — датский футболист, нападающий.

## Клубная карьера
Брок-Мадсен — воспитанник клуба «Раннерс» из своего родного города. В 2010 году он дебютировал в первом датском дивизионе. По итогам сезона команда вышла в элиту. 18 августа 2012 года в матче против «Силькеборга» Николай дебютировал в датской Суперлиге. 30 сентября в поединке против «Брондбю» Брок-Мадсен забил свой первый гол за клуб на высшем уровне. В 2013 году он помог клубу выйти в финал Кубка Дании.
21 августа 2015 года Николай перебрался в Англию, подписав четырёхлетний контракт с клубом «Бирмингем Сити», выступающим в Чемпионшипе. В сезоне 2016/17 выступал на правах аренды за нидерландский ПЕК Зволле.

## Международная карьера
В 2015 году в составе молодёжной сборной Дании Брок-Мадсен принял участие в молодёжном чемпионате Европы в Чехии. На турнире он сыграл в матче против Германии.